# Оберхаузен-ан-дер-Аппель
О́берхаузен-ан-дер-Аппель (нем. Oberhausen an der Appel) — община в Германии, в земле Рейнланд-Пфальц. 
Входит в состав района Доннерсберг. Подчиняется управлению Альзенц-Обермошель.  Население составляет 138 человек (на 31 декабря 2010 года). Занимает площадь 3,33 км².